# Besourinho-de-bico-vermelho
Esmeralda-de-bico-laranja ou besourinho-de-bico-vermelho (Chlorostilbon lucidus) é um beija-flor do Brasil leste, meridional e central. Tal espécie possui uma coloração verde-brilhante com o bico vermelho de ponta negra. Também é conhecida pelos nomes de beija-flor-de-bico-vermelho, beija-flor-verde-ouro e esmeralda-de-bico-vermelho.

## Subespécies
São reconhecidas quatro subespécies:
- Chlorostilbon lucidus lucidus (Shaw, 1812) - ocorre no leste da Bolívia até o Paraguai, na região oeste e central do Brasil;
- Chlorostilbon lucidus berlepschi (Pinto, 1938) - ocorre no sul do Brasil do Rio Grande do Sul até o Uruguai e no nordeste da Argentina;
- Chlorostilbon lucidus pucherani (Bourcier & Mulsant, 1848) - ocorre no leste do Brasil do estado do Maranhão e Ceará até o estado do Paraná;
- Chlorostilbon lucidus igneus (Gould, 1861) - ocorre no noroeste da Argentina na região de Jujuy e no Chaco até a região de Mendoza e San Luis.

## Galeria de imagens

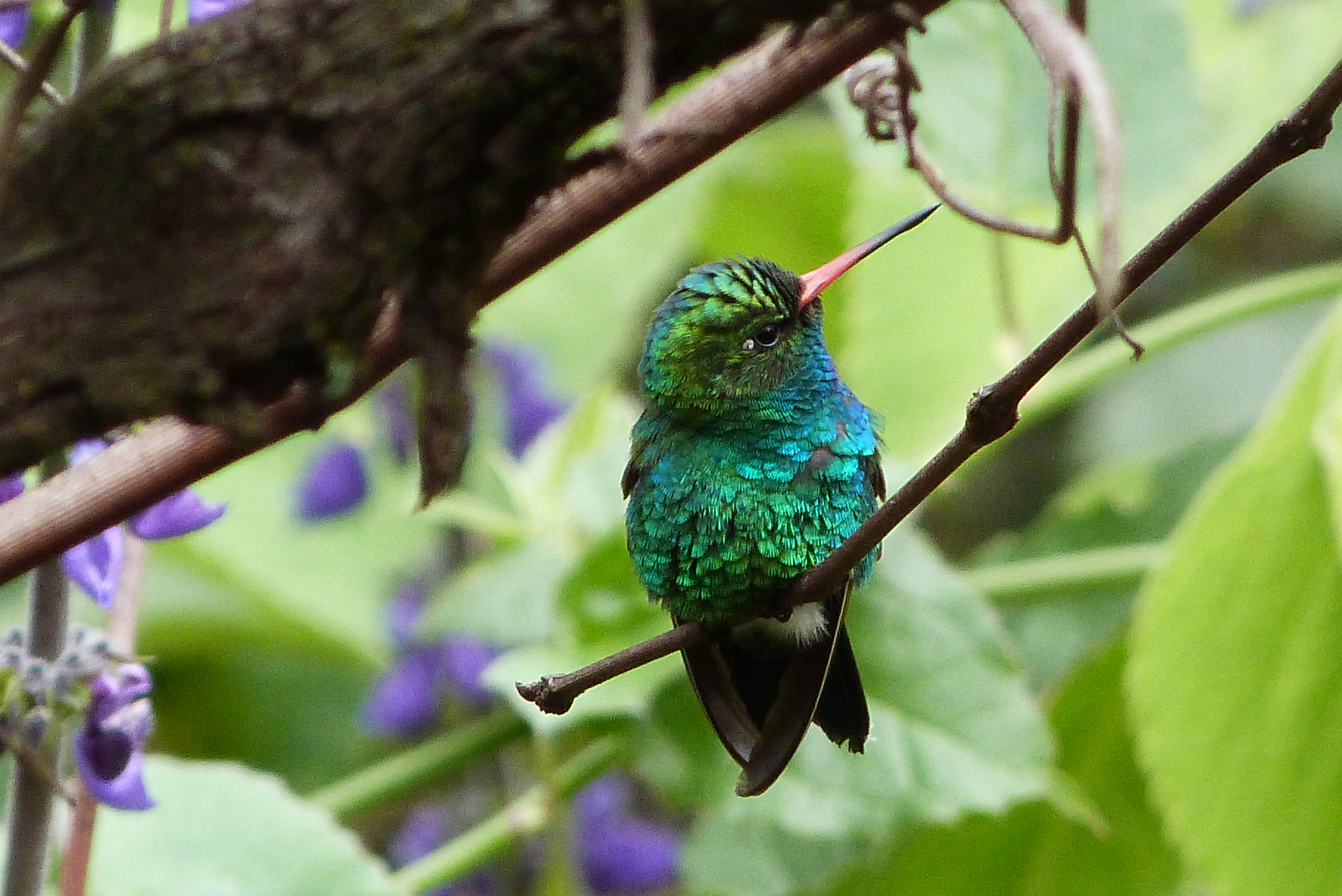
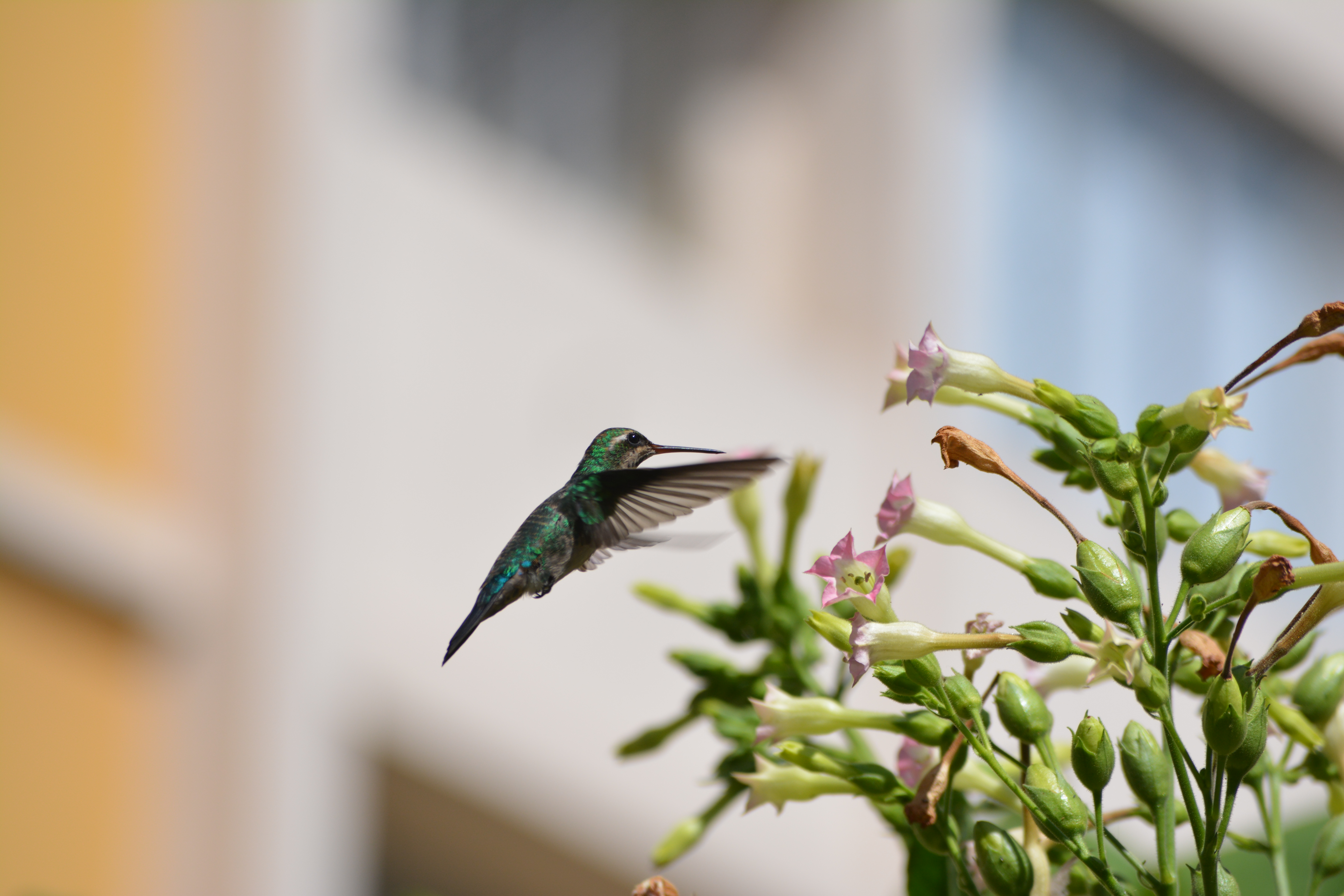